# Per Ödman
Per Olof Tage Ödman, född 16 februari 1918 i Sollefteå, död 10 oktober 1968, var en svensk läkare, forskare och innovatör.
Ödman är mest känd för den röntgentäta (synlig vid röntgenundersökningar) Ödman-Ledin-katetern.

## Biografi
Ödman tog studenten 1937 vid Norra Real i Stockholm, blev med. kand. 1939 och med. lic. 1944 vid Uppsala universitet samt medicine doktor 1958 vid Karolinska institutet. Sin läkarkarriär började han som underläkare vid Sahlgrenska sjukhuset i Göteborg, först vid röntgendiagnostiska avdelningen och från 1947 vid Jubileumskliniken. Han blev förste underläkare vid Södersjukhuset 1951 och 1956 vid Karolinska sjukhuset samt 1957 lasarettsläkare vid Hässleholms lasaretts röntgenavdelning. Från 1963 till sin bortgång var han överläkare vid röntgenavdelningen i Norrköpings lasarett. Han omkom vid en trafikolycka. 
Ödman var son till länsjägmästare Per Jakob Ödman och Anna Ödman, född Engströmer. Ödman var gift med skulptören och bildkonstnären Asta Ödman, född Jansson. De är begravda på Uppsala gamla kyrkogård. Per och Asta Ödman fick fem barn. Per Ödman var bror till radio- och TV-producenten Maj Ödman (1915–2009).

## Forskning
Ödmans forskning omfattar bland annat ett 30-tal publiceringar inom röntgendiagnostik. Ödman citeras i flera vetenskapliga artiklar, senast 2012. 
1952 hade Sven Seldinger Sven Ivar Seldinger vid Karolinska sjukhuset utvecklat en teknik för kateterisering (den så kallade seldinger-tekniken) som går ut på att perkutant göra hål i blodkärlets vägg med en sprutnål, föra in en ledare i kärlet genom sprutnålen, trä katetern över ledaren in i blodkärlet och dra ut ledaren medan katetern fördes vidare in i blodkärlet. Seldinger hade emellertid problem med att inte skada kärlväggen. Detta problem löstes 1955 då Ödman, med en röntgentät kateter, förbättrade tekniken. 

## Katetern
Denna kateter togs fram genom testningar av olika blandningar av polyeten och ett eller flera grundämnen med atomnummer över 72. De tidigare använda katetrarna var osynliga vid genomlysning med röntgen vilket gjorde dem olämpliga vid thorakal aortografi. Med hjälp av seldingertekniken och den nya katetern blev det möjligt att se katetern inne i kroppen och styra den till olika delar av bröstaorta, vilket underlättades av att kateterna kunde formas till lämplig böjning av kateterspetsen. Ödman lämnade in en patentansökan, nr 5166/57, och överlät 1957 tillverknings- och exploateringsrätten till ELEMA-SCHÖNANDER, som i sin tur 1958 överlät rättigheterna till KIFA (Kirurgiska Instrument Fabriken AB). Ledin medverkade i utvecklingen av den röntgentäta katetern som kom att säljas under varumärket Ödman-Ledin . 